# Cyrtocarenum cunicularium
Cyrtocarenum cunicularium är en spindelart som först beskrevs av OLIVIER 1811.  Cyrtocarenum cunicularium ingår i släktet Cyrtocarenum och familjen Ctenizidae. Inga underarter finns listade i Catalogue of Life.